# Ta Veaeng
Ta Veaeng (tiếng Khmer: តាវែង) (chuyển tự là Ta Veng hay Ta Veang) là một huyện ở tỉnh Ratanakiri, đông bắc Campuchia. Ta Vaeang nằm ở ngã biên giới Campuchia - Lào - Việt Nam, có chung đường biên giới với huyện Phouvong, tỉnh Attapeu (Lào) ở phía bắc và huyện Ngọc Hồi, tỉnh Kontum, Việt Nam ở phía đông.

## Communes

### Ta Veaeng Leu
Ta Veaeng Leu (tiếng Khmer: តាវែងលើ) có 10 làng và dân số 2.399. Trong cuộc bầu cử hội đồng năm 2007, tất cả năm ghế đều thuộc Đảng Nhân dân Campuchia. Chuyển nhượng đất là một vấn đề nghiêm trọng vừa phải ở Ta Veaeng Kraom.
| Làng         | Dân số (1998) | Tỷ lệ giới tính (nam giới/nữ giới) (1998) | Số hộ (1998) | Ghi chú                             |
| ------------ | ------------- | ----------------------------------------- | ------------ | ----------------------------------- |
| Chan         | 145           | 0,71                                      | 32           |                                     |
| Chuoy        | 303           | 0,83                                      | 56           |                                     |
| Ta Bouk      | 288           | 0,97                                      | 53           |                                     |
| Bangket      | 232           | 0,98                                      | 47           |                                     |
| Sanh         | 137           | 1,32                                      | 32           |                                     |
| Ke Kuong     | 159           | 0,73                                      | 25           |                                     |
| Rieng Vinh   | 177           | 0,97                                      | 43           |                                     |
| Phlueu Thum  | 185           | 0,93                                      | 35           |                                     |
| Phlueu Touch | 131           | 0,96                                      | 29           |                                     |
| Ta Veaeng    | 642           | 0.81                                      | 118          | 14°2′B 107°7′Đ / 14,033°B 107,117°Đ |

### Ta Veaeng Kraom
Ta Veaeng Kraom (tiếng Khmer: តាវែងក្រោម) có 10 làng và dân số 1.926. Trong cuộc bầu cử năm 2007, tất cả năm ghế đều thuộc Đảng Nhân dân Campuchia. Chuyển nhượng đất là một vấn đề nghiêm trọng vừa phải ở Ta Veaeng Kraom.
| Làng                | Dân số (1998) | Tỷ lệ giới tính (nam giới/nữ giới) (1998) | Số hộ (1998) | Ghi chú                            |
| ------------------- | ------------- | ----------------------------------------- | ------------ | ---------------------------------- |
| Tumpuon Reung Thum  | 372           | 1,02                                      | 69           |                                    |
| Kaoh Pong           | 34            | 1,27                                      | 8            |                                    |
| Sieng Say           | 178           | 0,78                                      | 26           |                                    |
| Pha Yang            | 207           | 1,07                                      | 44           |                                    |
| Keh Kuong Touch     | 106           | 1,3                                       | 19           |                                    |
| Ta Ngach            | 102           | 0,82                                      | 16           |                                    |
| Phav                | 480           | 0,85                                      | 75           |                                    |
| Tumpuon Reung Touch | 156           | 1,14                                      | 28           |                                    |
| Vieng Chan          | 104           | 0,73                                      | 20           |                                    |
| Tun                 | 187           | 0,99                                      | 54           | 13°54′B 107°4′Đ / 13,9°B 107,067°Đ |